# Gronings volkslied

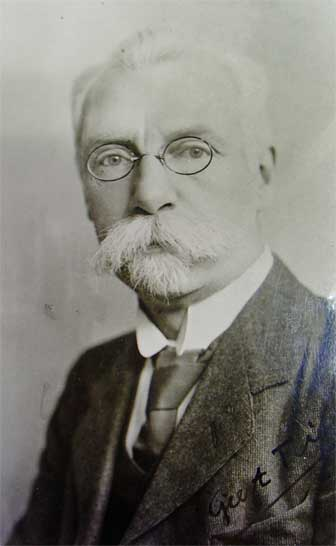
Geert Teis Pzn.

Grönnens Laid (Nederlands: Het lied van Groningen) is het volkslied van de provincie Groningen. Het lied is geschreven in 1919 door Geert Teis Pzn. De in Slochteren geboren Zaandamse hoofdonderwijzer Gerard Roelof Jager componeerde de muziek. Het werd in april 1919 voor het eerst gepubliceerd, in het Maandblad "Groningen", waar Geert Teis Pzn. de hoofdredacteur van is. Het is het enige provinciale volkslied dat officieel in het dialect geschreven is.
Het volkslied staat symbool voor de vereniging van Stad en Lande en voor de trots in de provincie Groningen. Het was een belangrijke uiting van het Groninger regionaal besef tijdens de provincialistische periode, midden 20e eeuw. Ook nu nog kent een zeer groot deel van de bevolking het volkslied. Uit een onderzoek in 2007 bleek dat zo'n 91% van de bevolking weet dat Groningen een eigen volkslied heeft, waarvan 78% het mee kan zingen. In het begin was dit niet het geval. Het volkslied werd pas populair toen een AVRO-radioprogramma in 1937 concludeerde dat de meeste Groningers hun eigen volkslied niet mee konden zingen.
Op 14 januari 2008 werd een poging ondernomen om het wereldrecord "Volkslied zingen" te breken, dat in handen was van 1013 Drenten. Het Grönnens Laid werd door 2819 mensen gezongen en heeft daarmee het nieuwe wereldrecord in handen. Officieel telde het record van de Drenten niet mee, aangezien de provincie Drenthe "Mijn Drenthe" niet als officieel volkslied erkent. Het record voor het Grönnens Laid werd op 7 augustus 2009 verbeterd toen op het slotfeest van het programma Rondje Noord van de regionale omroep RTV Noord ruim 7000 mensen het lied samen zongen.
Op 28 september 2019 werd het 100-jarig bestaan van het lied gevierd. Vanaf 128 locaties in de provincie Groningen werd het lied op hetzelfde moment gezongen. Het evenement werd georganiseerd door het jaarlijkse wandelevenement Tocht om de Noord. Volgens de organisatie waren er zo'n 20.000 deelnemers.

## Tekst
Melodie (fragment): 
Hieronder volgt de volledige tekst van het lied.
I

Van Laauwerzee tot Dollard tou,

van Drìnthe tot aan 't Wad,

doar gruit, doar bluit ain wonderlaand

rondom ain wondre stad.

Ain Pronkjewail in golden raand

is Grönnen, Stad en Ommelaand; 

ain Pronkjewail in golden raand 

is Stad en Ommelaand!

II

Doar broest de zee, doar hoelt de wind,

doar soest 't aan diek en Wad,

moar rustig waarkt en wuilt het volk,

het volk van Loug en Stad.

Ain Pronkjewail in golden raand

is Grönnen, Stad en Ommelaand;

ain Pronkjewail in golden raand

is Stad en Ommelaand!

III

Doar woont de dege degelkhaaid,

de wille, vast as stoal,

doar vuilt het haart, wat tonge sprekt,

in richt- en slichte toal.

Ain Pronkjewail in golden raand

is Grönnen, Stad en Ommelaand;

ain Pronkjewail in golden raand

is Stad en Ommelaand!